# ISO 3166-2:TD
ISO 3166-2:TD is een ISO-standaard met betrekking tot de zogenaamde geocodes. Het is een subset van de ISO 3166-2 tabel, die specifiek betrekking heeft op Tsjaad. 
De gegevens werden tot op 3 november 2014 geüpdatet op het ISO Online Browsing Platform (OBP). Hier worden 23 regio’s - region (en) / région (fr) / minṭaqah (ar) – gedefinieerd.
Volgens de eerste set, ISO 3166-1, staat TD voor Tsjaad, het tweede gedeelte is een tweeletterige code, afgeleid van de naam.

## Codes
| Code  | Franse naam       | Arabische naam        |
| ----- | ----------------- | --------------------- |
| TD-BG | Bahr el Gazel     | Baḩr al Ghazāl        |
| TD-BA | Batha             | Al Baṭhah             |
| TD-BO | Borkou            | Būrkū                 |
| TD-CB | Chari-Baguirmi    | Shārī Bāqirmī         |
| TD-EE | Ennedi-Est        |                       |
| TD-EO | Ennedi-Ouest      |                       |
| TD-GR | Guéra             | Qīrā                  |
| TD-HL | Hadjer Lamis      | Ḥajjar Lamīs          |
| TD-KA | Kanem             | Kānim                 |
| TD-LC | Lac               | Al Buḩayrah           |
| TD-LO | Logone-Occidental | Lūqūn al Gharbī       |
| TD-LR | Logone-Oriental   | Lūqūn ash Sharqī      |
| TD-MA | Mandoul           | Māndūl                |
| TD-ME | Mayo-Kebbi Est    | Māyū Kībbī ash Sharqī |
| TD-MO | Mayo-Kebbi-Ouest  | Māyū Kībbī al Gharbī  |
| TD-MC | Moyen-Chari       | Shārī al Awsaṭ        |
| TD-OD | Ouaddaï           | Waddāy                |
| TD-SA | Salamat           | Salāmāt               |
| TD-SI | Sila              | Sīlā                  |
| TD-TA | Tandjilé          | Tānjilī               |
| TD-TI | Tibesti           | Tibastī               |
| TD-ND | Ville de Ndjamena | Madīnat Injamīnā      |
| TD-WF | Wadi Fira         | Wādī Fīrā             |